# Dolenje Selce
Dolenje Selce – wieś w Słowenii, w gminie Trebnje. W 2018 roku liczyła 57 mieszkańców.